# Ormiscodes shapiroi
Ormiscodes shapiroi är en fjärilsart som beskrevs av Lemaire 1978. Ormiscodes shapiroi ingår i släktet Ormiscodes och familjen påfågelsspinnare. Inga underarter finns listade i Catalogue of Life.